# Ángel (Name)
Ángel ist ein spanischer männlicher Vorname, der auch als Familienname auftritt.

## Herkunft und Bedeutung
Ángel ist eine spanische Form von Angelus (siehe auch „Angel“) und bedeutet „Engel“. Die weibliche spanische Form ist Ángela.

## Namenstage
Siehe Angelo

## Namensträger

### Vorname
- Ángel Álvarez (1906–1983), spanischer Schauspieler
- Ángel Bossio (1905–1978), argentinischer Fußballtorwart
- Ángel Bracho (1911–2005), mexikanischer Künstler
- Ángel Cabrera (Golfspieler) (* 1969), argentinischer Golfspieler
- Ángel Carromero (* 1985), spanischer Politiker und Rechtsanwalt
- Ángel Casero (Ángel Luis Casero Moreno; * 1972), spanischer Radrennfahrer
- Ángel Castresana (Ángel Castresana Del Val; * 1972), spanischer Radrennfahrer
- Ángel Castro Argiz (1875–1956), Vater von Fidel, Raúl und Ramón Castro
- Ángel Correa (* 1995), argentinischer Fußballspieler
- Ángel Darío Colla (* 1973), argentinischer Radrennfahrer
- Ángel Edo (Ángel Edo Alsina; * 1970), spanischer Radrennfahrer
- Ángel Espinosa (Ángel Espinosa Capó; 1966–2017), kubanischer Boxer
- Ángel Ganivet (1865–1898), spanischer Schriftsteller und Diplomat
- Ángel Garó (* 1965), spanischer Humorist und Schauspieler
- Ángel Gómez (Radsportler) (* 1981), spanischer Radrennfahrer
- Ángel Gómez Hernández (* 1988), spanischer Filmregisseur und Drehbuchautor
- Ángel Herrera (Boxer) (* 1957), kubanischer Boxer
- Ángel Herrera Oria (1886–1968), spanischer Rechtsanwalt, Politiker und Theologe
- Ángel Di María (* 1988), argentinischer Fußballspieler
- Ángel Nieto (Ángel Nieto Roldán; 1947–2017), spanischer Motorradrennfahrer
- Ángel Pulgar (* 1989), venezolanischer Radrennfahrer
- Ángel Reyes (1889 – nach 1941), kubanischer Komponist und Violinist
- Ángel Rivero Méndez (1856–1930), puerto-ricanischer Soldat, Schriftsteller, Journalist und Geschäftsmann
- Ángel Rodríguez (Fußballspieler, 1992) (* 1992), uruguayischer Fußballspieler
- Ángel Romano (1893–1972), uruguayischer Fußballspieler
- Angel Romero (Gitarrist) (* 1946), spanischer Gitarrist und Dirigent
- Ángel Rubio (* 1965), spanischer theoretischer Physiker
- Ángel de Saavedra (1791–1865), n spanischer Schriftsteller, Diplomat und Politiker
- Ángel Segura (Fußballspieler), mexikanischer Fußballspieler
- Ángel Serafín Seriche Dougan (* 1946), äquatorialguineischer Politiker
- Ángel Spinoglio (1931–2012), uruguayischer Unternehmer und Politiker
- Ángel Suquía (Ángel Kardinal Suquía Goicoechea; 1916–2006), spanischer Geistlicher, Erzbischof von Madrid
- Ángel Vallejo (Ángel Vallejo Domínguez; * 1981), spanischer Radrennfahrer
- Ángel Vicioso (Ángel Vicioso Arcos; * 1977), spanischer Radrennfahrer
- Ángel Zárraga (1886–1946), mexikanischer Maler

### Familienname
- Abraham Ángel (1905–1924), mexikanischer Maler
- Amparo Ángel (* 19**), kolumbianische Pianistin und Komponistin
- Héctor del Ángel (* 1971), mexikanischer Fußballspieler
- José Manuel Angel (* 1948), salvadorianischer Fußballspieler
- Juan Pablo Ángel (* 1975), kolumbianischer Fußballspieler
- Laura Angel (1908–1990), australische Parasitologin
- Marc Angel (* 1963), luxemburgischer Politiker, MdEP
- Miguel Ángel Girollet (1947–1996), argentinischer Gitarrist
- Wilker Ángel (* 1993), venezolanischer Fußballspieler

### Künstlername
- Ángel de los Santos Cano (Ángel; * 1952), spanischer Fußballspieler